# Star Fox Adventures
Star Fox Adventures (スターフォックスアドベンチャー, Sutā Fokkusu Adobenchā) est un jeu vidéo d'action-aventure développé par Rare puis édité par Nintendo en 2002 pour la GameCube. Le jeu est le troisième épisode de la série Star Fox et le premier à utiliser la licence sous forme de jeu d'aventure à la troisième personne.
L'intrigue est situé sur Dinosaur Planet (nommé « Sauria » dans les jeux suivants) du système planétaire Lylat, où Fox McCloud est envoyé par le Général Pepper pour sauver la planète qui part en morceaux et met en danger le système de Lylat. Après son arrivée, Fox découvre un mystérieux bâton magique et l'utilise pour sauver la planète et venir au secours de la renarde Krystal.
Il est le dernier jeu à avoir été développé par Rare pour les consoles de jeux vidéo de Nintendo, le studio ayant été racheté par Microsoft en septembre 2002 afin d'en faire un studio de développement principal pour les jeux vidéo de sa console concurrente Xbox.

## Résumé
8 ans après la première défaite d'Andross, Krystal enquête sur la destruction de sa planète natale, Cerinia, et la mort de ses parents. Recevant un appel de détresse du palais Krazoa, Krystal découvre qu'il a été attaqué par le général Scales et l'armée des SharpClaw. Krystal est persuadée par un EarthWalker blessé dans le palais de récupérer les esprits Krazoa et de les ramener au palais, ce qui serait censé faire basculer la guerre en faveur des dinosaures et arrêter Scales. Après avoir libéré le premier, cependant, un être mystérieux envoie Krystal sur le chemin de l'esprit, la piégeant dans un cristal flottant au sommet du palais jusqu'à ce que tous les esprits puissent être ramenés.
Pendant ce temps, au bord du système de Lylat, le général Pepper contacte l'équipe Star Fox, leur demandant d'enquêter sur l'invasion de Dinosaur Planet. Étant donné que l'équipe a désespérément besoin d'argent et d'entretien, le chef d'équipe Fox McCloud accepte de jeter un coup d'œil, arrivant sans armes à la demande de Pepper pour éviter les ennuis avec les habitants. À la surface de la planète, Fox obtient et manie le bâton magique que Krystal a perdu plus tôt. Fox apprend de la reine de la tribu EarthWalker que Scales a volé quatre pierres de sort dans les deux temples des points de force du monde. Résolu à empêcher la planète de se briser davantage et à lui redonner son unité d'origine, Fox voyage et récupère les pierres des temples, avec l'aide du fils de la reine, le prince Tricky. Alors que Fox récupère les pierres, il découvre qu'il doit également récupérer les cinq autres esprits Krazoa pour réparer la planète et sauver Krystal. Lorsque Fox trouve le dernier esprit, il découvre qu'il est gardé par Scales lui-même. Cependant, juste au moment où Fox et Scales s'engagent dans un combat, une voix mystérieuse ordonne à Scales de rendre l'esprit, ce à quoi il accepte à contrecœur. Fox emmène l'esprit au sanctuaire Krazoa et libère Krystal.
Les esprits sont enfermés de force dans la tête d'une statue de Krazoa, qui se révèle être Andross ressuscité, le cerveau du complot spirituel, qui s'envole pour reprendre sa conquête et détruire le système Lylat. Falco Lombardi apparaît et aide Fox à détruire Andross une fois de plus, libérant les esprits  Krazoa et leur permettant de restaurer la planète à la normale. Par la suite, Falco rejoint l'équipe Star Fox et Krystal est recrutée, ce qui entame une relation amoureuse avec Fox.

### Personnages et univers
Fox McCloud est le personnage principal de la série. Pilote chevronné, il est le meneur de l’équipe Star Fox. Falco Lombardi est un pilote exceptionnel, à la fois ami et rival de Fox McCloud. Peppy Hare est le vétéran de l’équipe. D’un naturel calme, il assure la cohésion du groupe. Il était plusieurs années auparavant membre de la première équipe Star Fox, avec James, le père de Fox, James McCloud, et Pigma Dengar. Il remplacera (dans Star Fox Command) provisoirement le général Pepper, qui tombera malade. Slippy Toad est le mécanicien de l’équipe. Krystal rencontre Fox McCloud lors de Star Fox Adventures. Ils tomberont rapidement amoureux l'un de l'autre, et elle rejoindra plus tard l'équipe Star Fox. ROB 64 est un robot appartenant à Star Fox. Doué de parole, il gère le vaisseau avec Peppy. Il peut donner aux membres de Star Fox l'état des Arwings ou envoyer des missiles depuis le vaisseau.
Le personnage Fox McCloud est également présent dans tous les épisodes de la série Super Smash Bros..

## Système de jeu
Star Fox Adventures reprend le gameplay de The Legend of Zelda: Ocarina of Time. Contrairement à Ocarina of Time, beaucoup d'énigmes sont toutefois basées sur la vitesse plus que sur la réflexion. De la même manière, les enchaînements jour / nuit sont gérés, mais de façon plus précise et mieux graduée. De plus, une langue Dinosaure est utilisée tout au long du jeu. Contrairement à l'Al Bhed, la langue créée par Square Enix dans Final Fantasy X, la langue Dinosaure n'utilise la lettre Y que dans les noms propres. Le jeu possède aussi un mode écran large, conçu pour les télévisions et moniteurs 16/9.

## Développement
Star Fox Adventures est le dernier jeu à avoir été développé par Rare pour une console de salon Nintendo, le studio ayant été racheté par Microsoft en septembre 2002 afin d'en faire un studio de développement principal pour les jeux vidéo de sa console concurrente Xbox,.
Il est à l'origine prévu sur Nintendo 64 sous le nom Dinosaur Planet, un jeu sans lien avec la série Star Fox. L'histoire concernait Sabre (qui deviendra Fox) et Krystal, accompagnés de Tricky et Kyte (qui disparaîtra complètement). Il est difficile de savoir qui de Nintendo ou de Rare décida d'utiliser la licence Star Fox, toutefois des rumeurs avanceraient que ce soit Shigeru Miyamoto qui en aurait eu l'idée en ayant pu voir des séquences de jeu. Quoi qu'il en soit, le jeu était très avancé dans son développement quand il prit le titre Star Fox, Rare ayant par exemple rendu téléchargeables des musiques et des vidéos de Dinosaur Planet bien avant que le projet change de nom. L'équipe de développement était peu enchantée par la nouvelle direction du jeu, mais ils y ont vu l'opportunité d'utiliser les nouvelles contraintes du projet à leur avantage. 
Nintendo n'est intervenu que très peu dans le développement du titre, une fois que l'orientation du jeu ait été décidée avec Takaya Imamura, le créateur de la franchise Star Fox, venu dans les locaux de Rare pendant un mois.
Le jeu a été dévoilé pour la première fois au Nintendo Space World 2001, sous le titre Star Fox Adventures : Dinosaur Planet. Il prendra son nom définitif à l'E3 2002.
Ce jeu a introduit ce qui a été appelé l'effet fur shading visant à reproduire la fourrure sans utiliser de polygones, mais uniquement des textures superposées, traitées par un algorithme qui reproduit à l'affichage une fourrure réaliste et peu gourmande en ressources matérielles.

### Distribution
- Steve Malpass : Fox McCloud
- Estelle Ellis : Krystal / Reine EarthWalker / Mère Thorntail
- Kevin Bayliss : Prince Tricky / Roi Earthwalker
- John Silke : Général Scales / R.O.B. 64 / Général Pepper / Garunda Te / Géant de Pierre
- Ben Cullum : Falco Lombardi / Krazoa / Hightop / Earthwalker blessé
- Chris Seavor : Peppy Hare / Slippy Toad
- Steven Brand : Vendeur du Magasin Thorntail / Gardien du Sanctuaire Thorntail
- Louise Tsilston : Reine CloudRunner
- "S. Blair" (crédits du jeu) : Belina Te
- Duncan Botwood : Andross

## Accueil

### Critiques
Le jeu a reçu globalement un très bon accueil, avec des critiques allant de positives à très positives. Il atteint un score de 82 sur Metacritic. Le jeu est notamment loué pour ses graphismes.

### Ventes
Selon les estimations du site internet VG Chartz, Star Fox Adventures se serait vendu à 1,88 million d’exemplaires à travers le monde. À sa sortie, il est le jeu GameCube s'étant vendu le plus rapidement.